# 山田優 (翻訳研究者)
山田優（やまだ まさる）は日本の翻訳通訳研究者。産業翻訳者、関西大学准教授等を経て、立教大学教授。東京都出身。
2012年3月に立教大学大学院異文化コミュニケーション研究科で博士取得。2021年に日本通訳翻訳学会第5回新崎賞奨励賞を受賞（共著論文）。アジア太平洋機械翻訳協会理事、『翻訳研究への招待』編集委員等歴任。
2007年に株式会社翻訳ラボを設立。八楽株式会社チーフ・エバンジェリスト。

## 著作
- 『よくわかる翻訳通訳学』（2013年、ミネルヴァ書房、分担執筆）
- 『自動翻訳大全 : 終わらない英語の仕事が5分で片づく超英語術』（2020年、三才ブックス、坂西優と共著）
- 『ChatGPT翻訳術 : 新AI時代の超英語スキルブック』（2023年、アルク）